# Aquarium Mondo Marino
Aquarium Mondo Marino è un acquario situato a Valpiana, frazione di Massa Marittima (GR).

## Storia
Ideato dal professor Primo Micarelli, docente di Acquariologia all'Università di Siena, con la collaborazione del Comune di Massa Marittima, l'acquario è stato realizzato senza alcun finanziamento pubblico, ma grazie a mutui bancari. È stato inaugurato il 13 dicembre 2009. La struttura è gestita dall'associazione no-profit Posidonia e dalla società Aquarium Consulting S.r.l., e collabora con numerosi atenei italiani (Messina, Cosenza, Ancona, Pisa, Siena, Trieste).

## Sale espositive
Il museo marino è composto da sette sale espositive, con un totale di trentotto vasche che ospitano esemplari di flora e fauna marina, suddivisi secondo criteri geografici.
All'interno sono presenti anche una sala per videoconferenze, un'aula didattica di biologia marina con pannelli espositivi e una mostra permanente sugli squali, dotata di una finestra sul laboratorio di acquariologia e sulla Nursery degli Squali del Centro Studi Squali. Sono inoltre conservate collezioni fossili di rilievo, come denti di megalodonte (Carcharocles megalodon), mandibole di squalo mako (Isurus oxyrinchus), denti di Otodus del Pliocene provenienti dal Marocco, una mandibola di squalo toro (Carcharias taurus), una collezione di uova di squali bentonici, una raccolta di denti di squali africani e altri provenienti dai giacimenti fosfatici di Khouribga (Marocco), databili tra 45 e 70 milioni di anni fa. All'esterno è presente anche una sezione di 4.000 m² dedicata ai dinosauri, intitolata Dal Mondo Marino alle Terre emerse, con 20 riproduzioni in scala reale, tra cui Tyrannosaurus rex, Spinosaurus, Velociraptor, Brachiosaurus, Dilophosaurus, ecc.

## In Acquario

### Il Mediterraneo
La prima sezione, composta da nove vasche, è dedicata alla fauna marina del Mar Mediterraneo. La prima vasca, situata all'ingresso, ospita un esemplare di bavosa ruggine (Parablennius gattorugine). Nella seconda si trovano gli abitatori del posidonieto, come la pinna comune o nacchera (Pinna nobilis), lo sciarrano (Serranus scriba), il sarago comune (Diplodus sargus sargus), il pomodoro di mare (Actinia equina), il sarago fasciato (Diplodus vulgaris), la donzella mediterranea (Coris julis), la castagnola (Chromis chromis) e la perchia (Serranus cabrilla).
La terza vasca ospita la fauna dell'infralitorale sabbioso, a 10 metri di profondità, tra cui lo scorfano (Helicolenus dactylopterus), l'occhiata (Oblada melanurus), il muggine gargia d'oro (Liza aurata), il sarago sparaglione (Diplodus annularis), la lattuga di mare (Ulva lactuca), la Chaetomorpha linum, il sarago pizzuto (Diplodus puntazzo) e il tordo (Labrus merula). Altre due vasche sono rappresentano l'infralitorale roccioso, 20 metri di profondità, con esemplari di scorfano rosso (Scorpaena scrofa), gorgonia bianca (Eunicella singularis), murena (Muraena helena), pesce balestra (Balistes capriscus), stella serpente (Ophidiaster ophidianus), cernia comune (Epinephelus marginatus), gattuccio (Scyliorhinus canicula), gattopardo (Scyliorhinus stellaris) e anemone di mare (Actiniaria). Un'altra vasca ospita un esemplare di granchio melograno (Calappa granulata).
La visita prosegue con la fauna del fondale sabbioso, che comprende esemplari di sarago pizzuto, orata (Sparus aurata), sugarello (Trachurus trachurus), ombrina (Umbrina cirrosa), sarago fasciato (Diplodus vulgaris) e aragosta (Palinurus elephas). Nel circalitorale roccioso, tra i 30 e i 40 metri, si osservano madrepora a cuscino (Cladocora caespitosa), pagro (Pagrus pagrus), alga Valonia, gorgonia gialla (Eunicella cavolinii), re di triglie (Apogon imberbis), tanuta (Spondyliosoma cantharus), menola (Spicara maena), castagnola rossa (Anthias anthias), magnosa (Scyllarides latus) e gorgonia rossa (Paramuricea clavata).

### Gli abissi tropicali
Questa sezione presenta specie degli ambienti profondi tropicali. Una vasca ospita il pesce farfalla dal rostro (Chelmon rostratus), mentre un'altra accoglie il sergente maggiore (Abudefduf saxatilis), il carangide dorato (Elegatis bipinnulata) e il barracuda (Sphyraena barracuda), oltre a squali come lo squalo pinnanera (Carcharhinus melanopterus), lo squalo volpe (Alopias vulpinus) e lo squalo bambù grigio (Chiloscyllium griseum).

### I mari tropicali
Nella sezione dedicata ai mari tropicali dell'Oceano Indo-Pacifico e Atlantico, si trovano vasche con cernia pavone (Cephalopholis argus) e pesce balestra nero (Melichthys niger), così come esemplari di Dascyllus trimaculatus (noto come «domino»), pesce imperatore (Luvarus imperialis), damigella blu (Chrysiptera cyanea), damigella verde (Chromis viridis) e damigella fasciata (Dascyllus aruanus). In un'altra vasca si osservano pesce palla maculato (Arothron nigropunctatus), murena leopardo (Gymnothorax favagineus), gattuccio dei coralli (Atelomycterus marmoratus) e murena zebra (Gymnomuraena zebra).
Altre vasche sono dedicate al reef tropicale, con specie come il pesce zebra (Danio rerio), il pesce chirurgo blu (Paracanthurus hepatus), il pesce farfalla di Klein (Chaetodon kleinii), il pesce liocorno (Lophotus lacepede), la damigella codagialla (Chrysiptera hemicyanea), il labride verde e blu (Thalassoma lunare) e il pesce accetta argento (Argyropelecus hemigymnus). Nell'ambiente roccioso sciafilo (zone d'ombra) si possono osservare pesce pipistrello della famiglia degli Ephippidae, riccio globo (Mespilia globulus), pesce balestra Picasso (Rhinecanthus aculeatus) e pesce scorpione (Pterois volitans). Nei fondali rocciosi circalitorali tra i 30 e i 60 metri si trovano la murena, la spigola (Dicentrarchus labrax), la patata di mare (Halocynthia papillosa) e l'alga Laminaria.
Sono inoltre presenti vasche tematiche che ospitano una collezione di pesci pagliaccio (Amphiprioninae) di varie specie.

## Centro Studi Squali
All'interno dell'Aquarium Mondo Marino ha sede il Centro Studi Squali, fondato nel 2009 con l'obiettivo di promuovere la conoscenza degli squali e sensibilizzare il pubblico sui rischi ambientali che li minacciano. Il centro è articolato in tre unità operative: un'unità di studio e ricerca sugli squali bianchi, un'unità dedicata agli squali bentonici mediterranei e tropicali, e un'unità didattica. La struttura è convenzionata con le università di Ancona, Cosenza, Messina, Pisa, Siena e Trieste per l'attivazione di stage e tirocini in biologia marina. Ogni anno organizza spedizioni di studio in Sudafrica e in Madagascar per l'osservazione diretta dei grandi predatori marini. Dal 2011 il centro fa parte della Shark Alliance, una coalizione internazionale di organizzazioni non governative attive nella conservazione degli squali, e dal 2017 è membro dell'Osservatorio Toscano per la Biodiversità.